# Cincinnatia parva
Cincinnatia parva är en snäckart som beskrevs av F. G. Thompson 1968. Cincinnatia parva ingår i släktet Cincinnatia och familjen tusensnäckor. Inga underarter finns listade i Catalogue of Life.